# Euphorbia cataractarum
Euphorbia cataractarum ist eine Pflanzenart aus der Gattung Wolfsmilch (Euphorbia) in der Familie der Wolfsmilchgewächse (Euphorbiaceae).

## Beschreibung
Die sukkulente Euphorbia cataractarum bildet wenig verzweigte, kleine Sträucher bis 1,5 Meter Höhe aus. Die vierkantigen Triebe sind leuchtend grün gefärbt und werden etwa 1 Zentimeter dick. Sie sind mit flachen Zähnen besetzt, die in einem Abstand von bis zu 1,5 Zentimeter stehen. Die dünnen Dornschildchen sind nicht miteinander verwachsen. Es werden Dornen bis 6 Millimeter Länge und Nebenblattdornen bis 1,5 Millimeter Länge ausgebildet.
Der Blütenstand besteht aus einzelnen und einfachen Cymen, die nahezu sitzend sind. Die Cyathien erreichen 5 Millimeter im Durchmesser. Die rechteckigen Nektardrüsen stoßen aneinander und sind jung gelb und später rot gefärbt. Die stumpf gelappte Frucht wird etwa 2,8 Millimeter lang und 4,5 Millimeter breit. Sie ist nahezu sitzend und enthält den eiförmigen Samen. Dieser wird 2,2 Millimeter lang und 1,8 Millimeter breit. Die Oberfläche ist mit sehr kleinen Warzen besetzt.

## Verbreitung und Systematik
Euphorbia cataractarum ist im Südwesten von Tansania und im Norden von Sambia am Südende des Tanganjikasee in der Nähe von Felsen und Wasserfällen in Höhenlagen von 1200 bis 1290 Meter verbreitet.
Die Erstbeschreibung der Art erfolgte 1987 durch Susan Carter Holmes.